# Speciale effecten
Speciale effecten (Engels: special effects), zijn optische, mechanische of digitale technieken die in film, televisie, fotografie en toneel worden ingezet om effecten te realiseren die niet langs de normale weg kunnen worden bereikt. Speciale effecten worden ook gebruikt als het te duur of gevaarlijk zou zijn om ze in het echt te creëren.
Bij de productie van films en tv-series is er een duidelijk onderscheid tussen special effects en visual effects. Special effects zijn dingen die op de filmset tijdens de liveactionopnamen worden gemaakt of gedaan. De afdeling visual effects is verantwoordelijk voor alle, voornamelijk digitale, beeldbewerking en als er naderhand beeldelementen moeten worden toegevoegd of verwijderd.
Speciale effecten kunnen worden opgedeeld in verschillende typen. Met optische effecten (ook wel visual effects of fotografische effecten genoemd) wordt het film- of televisiebeeld gemanipuleerd, bijvoorbeeld door het gebruik van bluescreen, waarbij een neutrale achtergrond wordt vervangen met een ander (bewegend) beeld, of door digitale animatie, het gebruik van computers om realistisch ogende beelden te produceren. Mechanische effecten, zoals explosies (pyrotechniek), rookmachines, animatronics of Ames-kamers, worden daarentegen direct tijdens het filmen ingezet. Een derde type speciale effecten zijn de geluidseffecten: kunstmatig gecreëerde of gemanipuleerde geluiden (bijvoorbeeld onweer of wapengekletter). Deze worden niet alleen gebruikt in film, televisie en toneel maar ook op de radio (bijvoorbeeld in hoorspelen) en in computerspelen.
Speciale effecten worden ook ingezet voor andere soorten evenementen, optredens en vormen van vermaak, bijvoorbeeld voor optredens door goochelaars, stuntmannen of popgroepen; bij opera's en musicals; en in pretparken, circussen en discotheken.
Jaarlijkse prijzen voor speciale effecten zijn onder meer de Academy Award for Best Visual Effects, de Saturn Award for Best Special Effects en de MTV Video Music Award for Best Visual Effects. In Nederland wordt door de Nederlandse Vereniging van Visual Effects Professionals (NVX) de NVX Award voor beste visual effects uitgereikt.

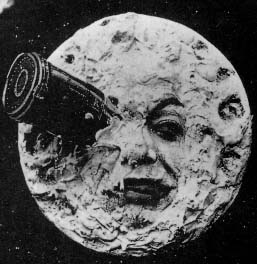
In de klassieke sciencefictionfilm Le voyage dans la lune uit 1902 werden speciale effecten op grote schaal ingezet

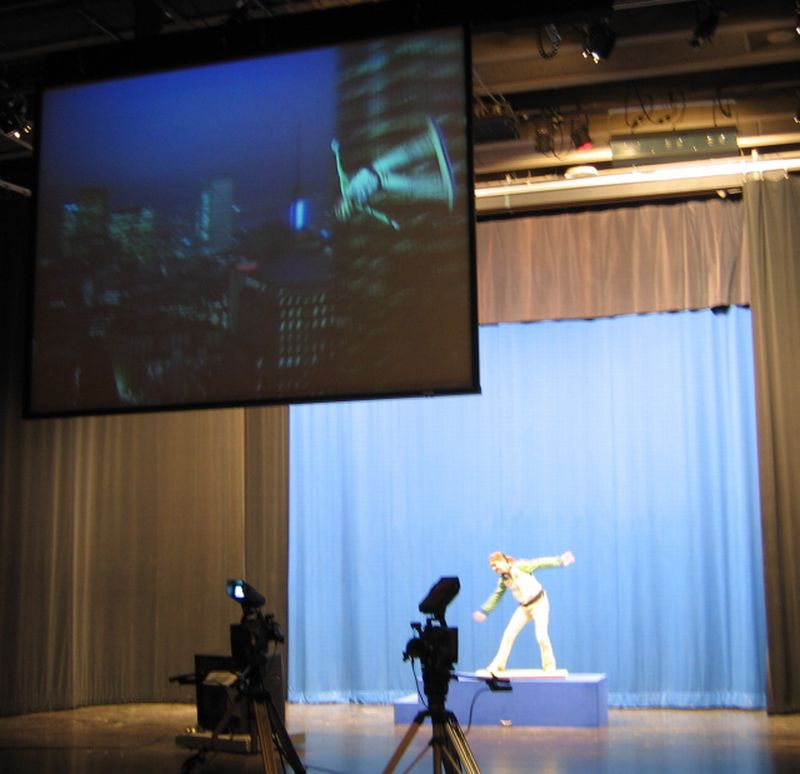
Gebruik van een blue screen, die in postproductie wordt ingevuld met een achtergrond

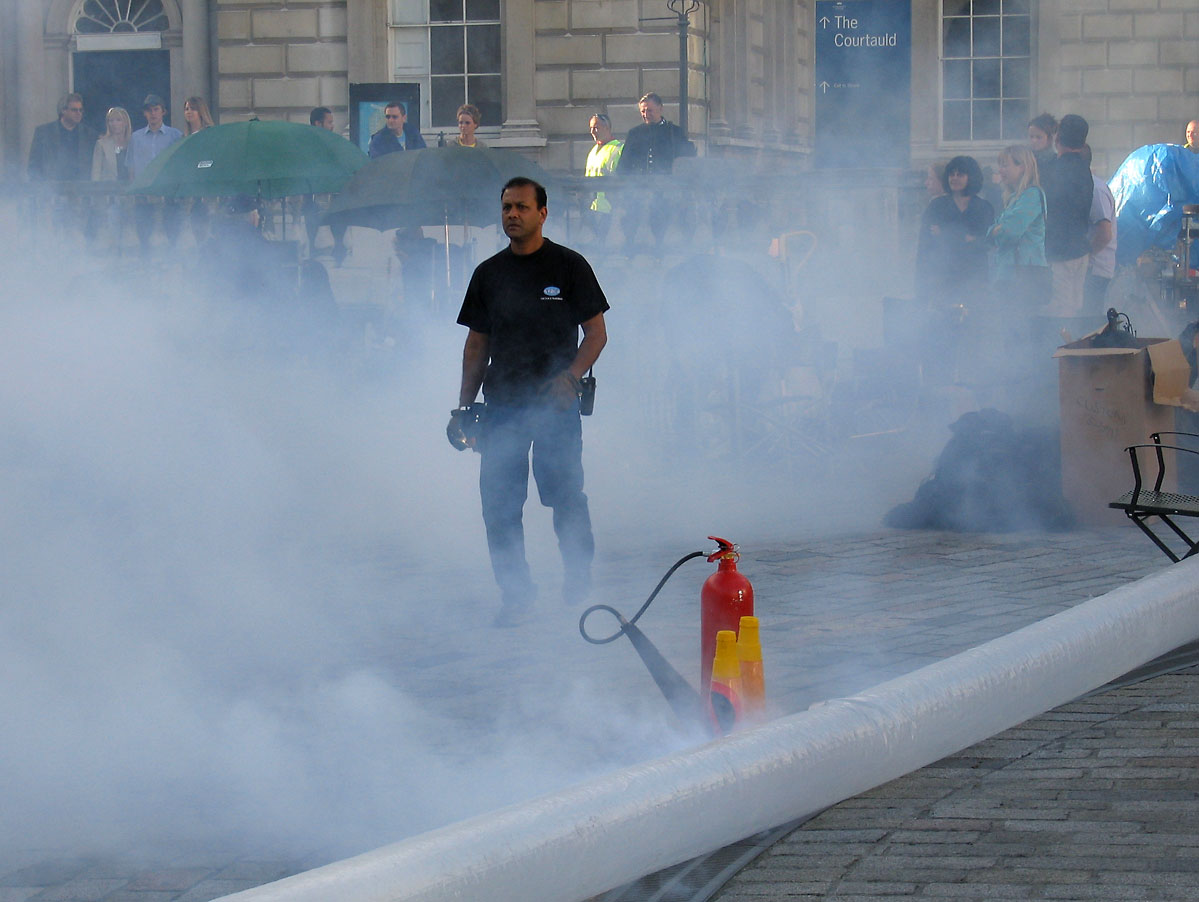
Gebruik van een rookmachine op een filmset

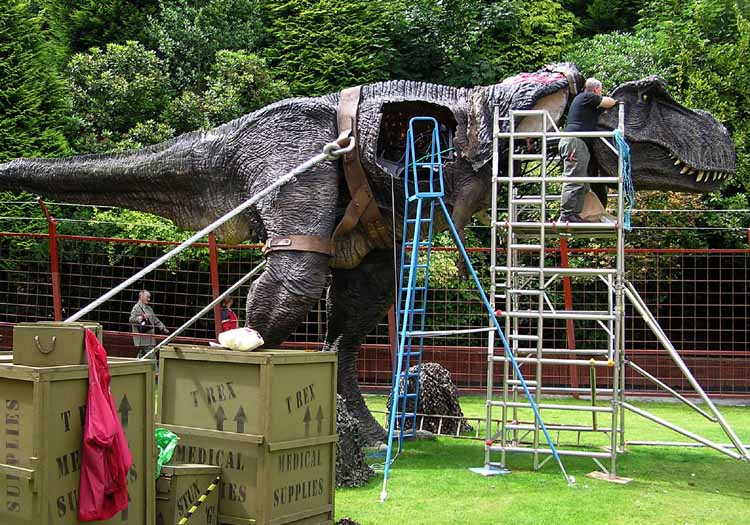
Een animatronic van een Tyrannosaurus rex

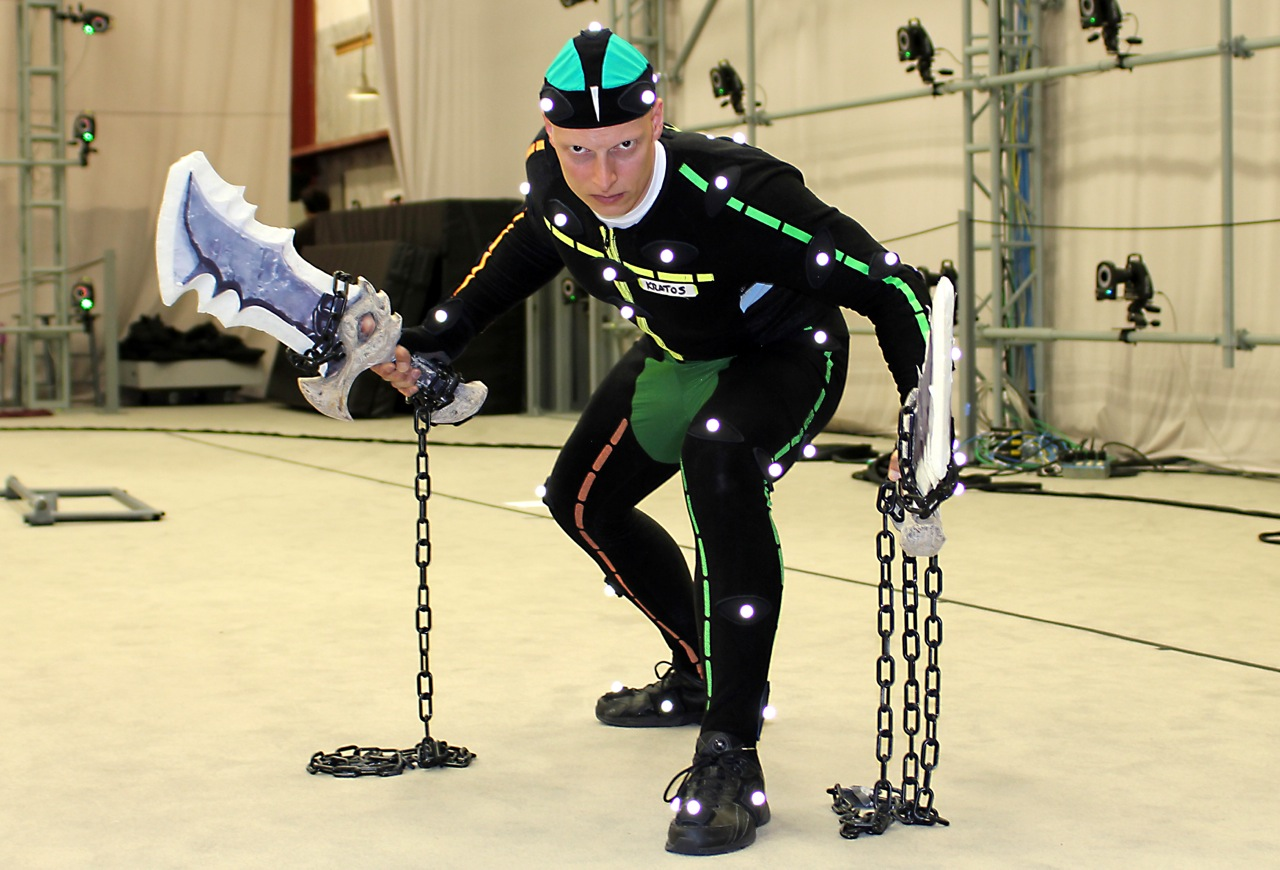
Een acteur in een motion capture-pak met bewegingssensoren

## Geschiedenis
In 1895 werden speciale effecten voor het eerst ingezet bij het maken van een film. In deze film werd de executie van Maria I van Schotland door onthoofding nagespeeld. Vlak voor de beul haar nek met een bijl zou doorklieven, liet de regisseur de camera stopzetten, verving de actrice door een pop, en liet de camera weer verder draaien (de zogenaamde stop-substitutietechniek).
In de eerste decennia van de 20e eeuw ontwikkelde het gebruik van speciale effecten zich razendsnel. In de klassieke sciencefictionfilm Le voyage dans la lune uit 1902 werden speciale effecten op grote schaal ingezet door het combineren van acteurs en animatie en het gebruik van schaalmodellen en matte painting, op glasplaten geschilderde achtergronden. In Metropolis (1927) werd een futuristische stad gecreëerd door middel van het schüfftanproces, waarbij speciale spiegels werden gebruikt om de acteurs voor een achtergrond van schaalmodellen van gebouwen te plaatsen. Willis O'Brien gebruikte stop-motion om de monsters tot leven te brengen in The Lost World (1925) en King Kong (1933). Deep-focus, een techniek waarbij zowel objecten op de voorgrond als in de achtergrond scherp gesteld zijn, werd geïntroduceerd door Gregg Toland in Citizen Kane (1941). Ook gebruikte Linwood G. Dunn voor deze film een optische printer, die een camera aan één of meerdere filmprojectors koppelde zodat meerdere beelden over elkaar heen konden worden opgenomen.
Met de komst van de kleurenfilm werden, naast de bestaande technieken, ook meer geavanceerde technieken als blue screen (ook wel green screen of yellow screen) ingezet om geloofwaardige speciale effecten te creëren. In The Ten Commandments (1956) bijvoorbeeld  werden grensverleggende speciale effecten ingezet voor het uitbeelden van de tien plagen en het splijten van de Rode Zee, dat werd gerealiseerd door een combinatie van visuele effecten (blue screen) en mechanische effecten (watertanks). Ray Harryhausen maakte furore met zijn stop-motioneffecten in films als The Golden Voyage of Sinbad (1974).
De film 2001: A Space Odyssey (1968) van Stanley Kubrick was een mijlpaal in de geschiedenis van speciale effecten. In deze film werden zeer gedetailleerde schaalmodellen ingezet om een realistische ruimteomgeving te creëren. In de apenscène werd de front-projection-techniek geïntroduceerd, waarbij het achtergrondbeeld op zowel de acteurs als het achtergrondscherm wordt geprojecteerd, en voor de psychedelische tunnelreis van astronaut David Bowman werd de techniek slit-scan voor het eerst ingezet.
Een tweede mijlpaal was Star Wars (1977), waarvoor John Dykstra en zijn team van Industrial Light & Magic een aantal belangrijke verbeteringen aan de bestaande speciale effectentechniek ontwikkelden, zoals de computergestuurde Dykstraflex motioncontrolcamera. Hetzelfde jaar kwam ook een andere innovatieve film uit, Close Encounters of the Third Kind, waarbij Douglas Trumbull (die ook verantwoordelijk was geweest voor de speciale effecten in 2001: A Space Odyssey) de buitenaardse ruimteschepen tot leven bracht door middel van een lens-flare-effect.
Speciale effecten ondergingen een revolutie met de komst van digitale animatie (computer-generated imagery, CGI) in de jaren 1990, een techniek die overigens al in 1982 was geïntroduceerd door Tron. In Terminator 2: Judgment Day (1991) werd CGI gebruikt om de cyborg T-1000 tot leven te brengen, en Jurassic Park (1993) gebruikte computertechnieken om angstaanjagend realistische dinosauriërs over het scherm te laten bewegen. Toy Story (1995) was de eerste geheel digitale animatiefilm. Het bullet-time-effect kreeg bekendheid nadat het in de film The Matrix (1999) werd gebruikt. Hierbij lijkt de tijd stil te staan door gebruik van tientallen camera's die de actie vanuit een groot aantal verschillende hoeken rondom filmen.
Om een zo hoog mogelijk realisme te creëren in de filmtrilogie The Lord of the Rings (2001-2003) combineerde regisseur Peter Jacksons bedrijf Weta Digital veel verschillende soorten speciale effecten, zowel computergegenereerde beelden als traditionele effecten zoals schaalmodellen en bluescreen. Dit bedrijf ontwikkelde onder meer het computerprogramma Massive, waarmee enorme, realistisch ogende massa's kunnen worden gecreëerd. Ook de animatie van het digitale personage Gollum was grensverleggend, onder meer door gebruik van een acteur met bewegingssensoren. Deze motion capture-techniek werd verder ontwikkeld tijdens de productie van de film Avatar (2009).
in de televisieserie The Mandalorian (2019) werd een nieuwe techniek gebruikt, StageCraft genaamd, waarbij in plaats van een green screen een realistische achtergrond op de set geprojecteerd wordt. Deze technologie werd ontwikkeld door Industrial Light & Magic en maakt gebruik van de Unreal Engine om de landschappen op de achtergrond te genereren, die vervolgens op grote led-schermen rond de set geprojecteerd worden. Een voordeel van StageCraft is dat de acteurs zich in een geloofwaardige omgeving bevinden, en niet  hoeven te acteren voor een leeg green screen die pas in de postproductie digitaal wordt ingevuld met de achtergrond. Ook kan de achtergrond in een handomdraai worden aangepast tijdens de opnamen. Zo kan bijvoorbeeld eenvoudig iets verwijderd of toegevoegd worden aan de achtergrond. Ook kan de achtergrond met een druk op de knop worden gedraaid naar een ander gezichtspunt.